# 莫朗 (费洛尔镇)
莫朗是葡萄牙布拉干萨区的一个堂区。总面积5.54平方公里，总人口139人，人口密度25.1人/平方公里。